# Governatorato di Olonec
Il governatorato di Olonec, in russo Олонецкая губерния? era una gubernija dell'Impero russo, che si trovava in Carelia. Il capoluogo era originariamente Olonec, poi dal 1802 Petrozavodsk.